# Rodolphus Dickinson

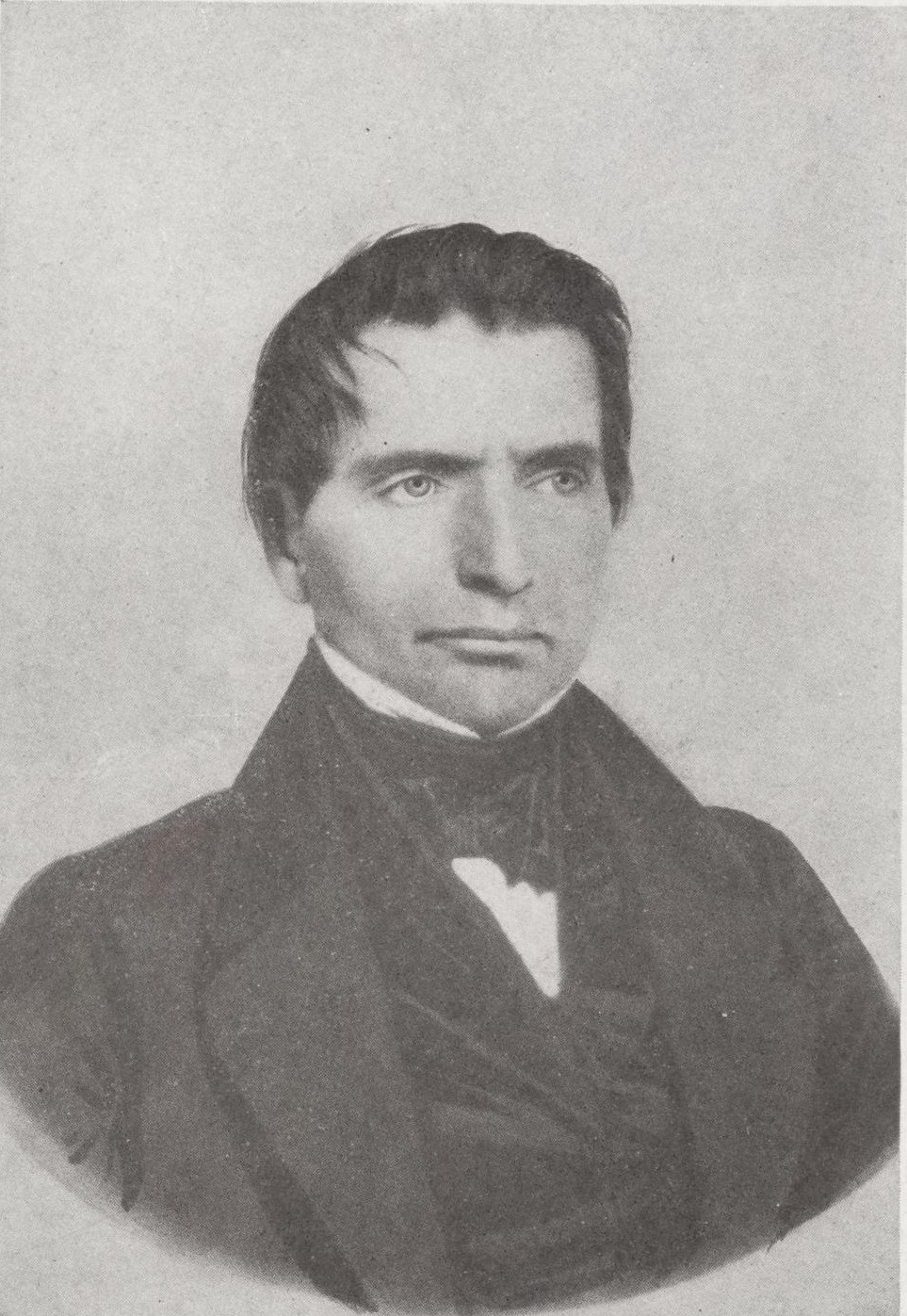
Rodolphus Dickinson

Rodolphus Dickinson (* 28. Dezember 1797 in Hatfield, Hampshire County, Massachusetts; † 20. März 1849 in Washington, D.C.) war ein US-amerikanischer Politiker. Zwischen 1847 und 1849 vertrat er den Bundesstaat Ohio im US-Repräsentantenhaus.

## Werdegang
Rodolphus Dickinson besuchte die öffentlichen Schulen seiner Heimat sowie zwischen 1818 und 1821 das Williams College in Williamstown. Nach einem anschließenden Jurastudium und seiner Zulassung als Rechtsanwalt begann er in Tiffin (Ohio) in diesem Beruf zu arbeiten. 1824 wurde er Staatsanwalt im Seneca County. In den Jahren 1826 und 1827 übte er das gleiche Amt im Williams County bzw. im Sandusky County aus. Seit 1826 lebte er in Lower Sandusky. Zwischen 1836 und 1845 war er Mitglied im Ausschuss für öffentliche Arbeiten des Staates Ohio (Board of Public Works). Politisch gehörte er der Demokratischen Partei an.
Bei den Kongresswahlen des Jahres 1846 wurde Dickinson im sechsten Wahlbezirk von Ohio in das US-Repräsentantenhaus in Washington gewählt, wo er am 4. März 1847 die Nachfolge von Henry St. John antrat. Nach einer Wiederwahl konnte er bis zu seinem Tod am 20. März 1849 im Kongress verbleiben. Diese Zeit war von den Ereignissen des Mexikanisch-Amerikanischen Krieges geprägt. Sein Sohn Edward (1829–1891) wurde ebenfalls Kongressabgeordneter.